# John B. Kelly Sr.
John Brendan Kelly Sr. (4 de outubro de 1889 - 20 de junho de 1960) também conhecido como Jack Kelly, foi um dos remadores americanos mais talentosos da história do esporte de remo. Ele foi um triplo vencedor medalha de ouro olímpica. Ele venceu 126 corridas em linha reta no único scull (1x).
Ele era o pai da famosa atriz Grace Kelly, que virou princesa consorte de Mônaco pelo casamento com o príncipe reinante Rainier III, Príncipe de Mônaco. Ele é o avô materno do atual príncipe reinante Alberto II de Mônaco, assim como também da princesa Carolina do Mónaco e a princesa Stéphanie de Mônaco.
Outro filho famoso seu, é John B. Kelly Jr., um remador realizado em seu próprio direito.

## Bisnetos famosos
Ele é um bisavô direto de algumas personalidades famosas, como de:
- Andrea Casiraghi, nascido em 08 de junho de 1984;
- Charlotte Casiraghi, nascida em 03 de agosto de 1986;
- Pierre Casiraghi, nascido em 05 de setembro de 1987;
- Paulina Ducruet, nascida em 04 de maio de 1994;
- Jazmin Grace Grimaldi, nascida em 04 de março de 1992;
- Louis Ducruet, nascido em 26 de novembro de 1992;
- Camille Gottlieb, nascida em 15 de julho de 1998;
- Princesa Alexandra de Hanôver, nascida em 20 de julho de 1999;
- Alexandre Coste-Grimaldi, nascido em 24 de agosto de 2003;
- Princesa Gabriela, Condessa de Carladès, nascida em 10 de dezembro de 2014;
- Príncipe Jaime, Príncipe Herdeiro do Mónaco, nascido em 10 de dezembro de 2014 (irmão gêmeo da anterior).